# Hooksett (condado de Merrimack)
Hooksett es un lugar designado por el censo ubicado en el condado de Merrimack en el estado estadounidense de Nuevo Hampshire. En el Censo de 2010 tenía una población de 4.147 habitantes y una densidad poblacional de 309,7 personas por km².

## Geografía
Hooksett se encuentra ubicado en las coordenadas 43°5′46″N 71°27′26″O / 43.09611, -71.45722. Según la Oficina del Censo de los Estados Unidos, Hooksett tiene una superficie total de 13.39 km², de la cual 12.4 km² corresponden a tierra firme y (7.43%) 0.99 km² es agua.

## Demografía
Según el censo de 2010, había 4.147 personas residiendo en Hooksett. La densidad de población era de 309,7 hab./km². De los 4.147 habitantes, Hooksett estaba compuesto por el 93.88% blancos, el 1.57% eran afroamericanos, el 0.12% eran amerindios, el 1.81% eran asiáticos, el 0.07% eran isleños del Pacífico, el 0.82% eran de otras razas y el 1.74% pertenecían a dos o más razas. Del total de la población el 2.29% eran hispanos o latinos de cualquier raza.